# Wioletta Grzegorzewska

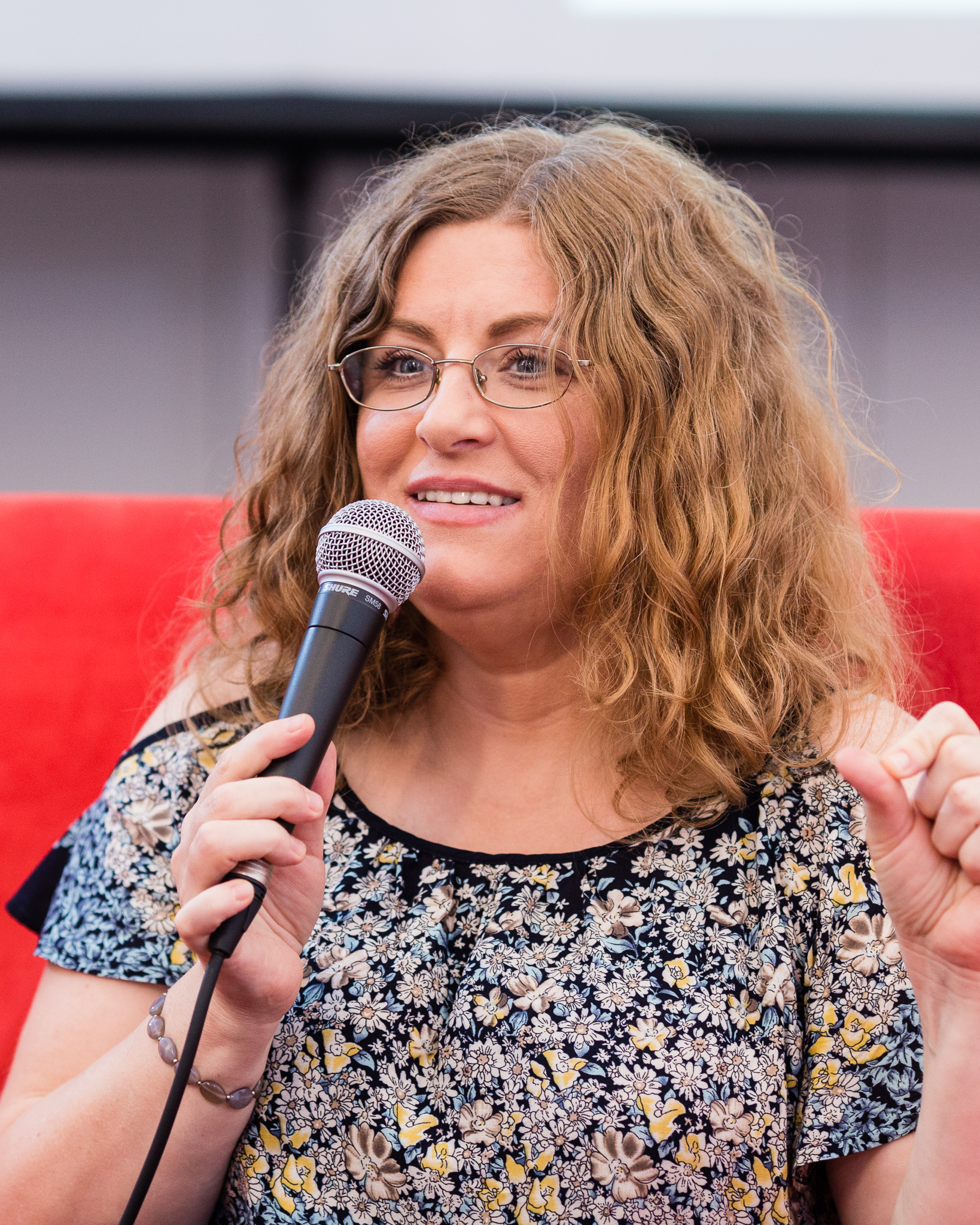
Wioletta Grzegorzewska (2018)

Wioletta Grzegorzewska, mit Pseudonym Wioletta Greg (* 9. Februar 1974 in Koziegłowy), ist eine polnische Lyrikerin und Prosaschriftstellerin.

## Leben
Grzegorzewska verbrachte einen Teil ihrer Kindheit in dem Dorf Rzeniszów bei Koziegłowy. Zusammen mit ihrem Mann Szymon Grzegorzewski leitete sie von 2003 bis 2005 die Zeitschrift Bulion in Częstochowa.
Sie wohnt seit 2006 in Ryde auf der Isle of Wight.

## Publikationen

### Lyrik
- Wyobraźnia kontrolowana, 1997
- Parantele, 2003
- Orinoko, 2008
- Inne obroty, 2010
- Ruchy Browna, 2011
- Pamięć Smieny / Smena’s Memory, 2011
- Finite Formulae and Theories of Chance, 2014, übersetzt von Marek Kazmierski
- Czasy zespolone, 2017

### Prosa
- Notatnik z wyspy, 2012
- Guguły, 2014
  - Unreife Früchte[1], übersetzt von Renate Schmidgall, 2018
- Stancje, 2017
  - Die Untermieterin, übersetzt von Renate Schmidgall, 2019
- Dodatkowa dusza, 2020

## Nominierungen
- 2015: Finalistin des Nike-Literaturpreises mit Guguły
- 2015: Finalistin des Literaturpreises Gdynia mit Guguły
- 2015: Nominierung für den Griffin Poetry Prize mit Finite Formulae and Theories of Chance
- 2017: Nominierung auf der Longlist des Man Booker International Prize mit Swallowing Mercury, der englischen Übersetzung von Guguły